# Hosakoppa, Honnali
Hosakoppa là một làng thuộc tehsil Honnali, huyện Davanagere, bang Karnataka, Ấn Độ.